# Geranium macrorrhizum
Geranium macrorrhizum és una espècie de planta herbàcia perenne de la família de les geraniàcies. És una planta autòctona dels Alps sud-orientals i els Balcans.
Les seves fulles tenen 5 lòbuls (són palmades) i són aromàtiques quan es trituren. Les seves flors són de color rosa pàl·lid i floreixen a l'estiu. Es cultiva com una planta ornamental en regions temperades, on s'utilitza com a planta floral per a cobrir el sòl, amb cultivars seleccionats per a produir flors de color blanc fins a rosa i magenta. El cultivar "Ingwersen's Variety" (rosa pàl·lid) ha guanyat l'Award of Garden Merit de la Royal Horticultural Society.
La planta s'utilitza amb finalitats mèdiques en la medicina herbàcia tradicional, ja que posseeix altes propietats antimicrobianes.
 També es prepara un oli essencial que s'extreu d'aquesta planta que s'utilitza en aromateràpia. A Bulgària se n'extreu un oli que en búlgar se'l coneix com "el sa". A més de l'oli essencial, conté flavonoides, sesquiterpens, àcids fenòlics, pigments, vitamines i sals minerals. Un component important de l'oli essencial és el sesquiterpè cetona germacrone, que és antiviral.